# オペラは踊る
『オペラは踊る』（オペラはおどる、原題・英語: A Night at the Opera）は、1935年に製作・公開されたアメリカ合衆国の映画である。
日本語訳によっては『オペラの夜』というタイトルでDVDが発売されたことがある。

## 概要
マルクス兄弟のメトロ・ゴールドウィン・メイヤー（MGM）専属第一作であり、サム・ウッドが監督、キティ・カーライルとアラン・ジョーンズが共演した。前作『吾輩はカモである』の失敗からパラマウント社の契約を解除されたマルクス兄弟であったが、チコ・マルクスがMGM社の敏腕プロデューサー、アーヴィング・タルバーグとブリッジの遊び仲間であったことから、タルバーグの招へいでMGMに入社。総売り上げの15％をギャラとする破格の条件を手に入れた兄弟は、満を持して本作に取り掛かった。なお、この時点でゼッポ・マルクスがグループから脱退。以降、彼らは3人のユニットで活動する。
従来のマルクス兄弟に見られるアナーキーな面は影をひそめたが、楽しい音楽に笑いを加えた分かりやすさに、タルバーグの物心両面の援助や、制作の前に175回にわたる舞台巡業をして、ギャグシークエンスをふるいにかけるなどの丁寧な映画作りなどが功を奏して、マルクス兄弟最大のヒット作となった。特に船室に数えきれない人間が入り込むシーンは、バスター・キートンのアイデアによるもので、そのナンセンスさからダリなどシュルレアリスムの芸術家から高く評価された。
グルーチョ・マルクスは本作を自身の最高作としている。
1993年、アメリカ国立フィルム登録簿に登録されている。
ロックバンド「クイーン」のアルバムのタイトル『オペラ座の夜 A Night at the Opera』は当映画に由来する。

## あらすじ
イタリアのミラノで大富豪の未亡人をたらしこんで、オペラのアメリカ巡業の資金を手に入れた詐欺師のドリフトウッド。一座を率いて意気揚々とアメリカ行きの船に乗り込んだが、そこには無名歌手のひと癖ありそうなマネージャーと助手が入り込んでいて大騒動になる。一座は、ようようにしてアメリカに到着し、「イル・トロヴァトーレ」の公演の初日を迎える。

## キャスト
- オーティス・B・ドリフトウッド：グルーチョ・マルクス
- フィオレッロ：チコ・マルクス
- トマッソ：ハーポ・マルクス
- ローザ・カスタルディ（ソプラノ歌手）：キティ・カーライル
- リカルド・バローニ（テノール歌手）：アラン・ジョーンズ
- ロドルフォ・ラスパッリ：ウォルター・ウルフ・キング
- ヘルマン・ゴットリーブ：シグ・ルーマン
- クレイプール夫人：マーガレット・デュモント

## スタッフ
- 監督：サム・ウッド
- 製作：アーヴィング・タルバーグ（クレジットなし）
- 原案：ジェームズ・ケヴィン・マクギネス
- 脚本：ジョージ・S・カウフマン、モリー・リスキンド
- 音楽：ハーバート・ストサート
- 撮影：メリット・B・ガースタッド
- 編集：ウィリアム・レヴァンウェイ
- 美術：セドリック・ギボンズ
- 衣裳：ドリー・ツリー
- 録音：ダグラス・シアラー

## 劇中劇
- 『イル・トロヴァトーレ』（ジュゼッペ・ヴェルディ作曲）

## 評価
北米（米国・カナダ）での配給収入は116万4000ドル、それ以外での配給収入は65万1000ドルであった。

### ランキング
- 1967年 「映画史上のコメディ・ベスト10」第3位（カナダ、オッタワの映画保存協会が世界40か国の批評家のアンケートにより選出。）[6]
- 2022年 「史上最高のコメディー映画ベスト100」（英『タイムアウト』誌発表）第33位[7]